# Babacar Seck
Babacar Seck (Thiès, 4 settembre 1944) è un ex cestista senegalese.

## Carriera
Con il Senegal ha disputato due edizioni dei Giochi olimpici: Città del Messico 1968 e Monaco 1972.